# J. Walter Thompson
La J. Walter Thompson (sigla JWT) era un'agenzia pubblicitaria statunitense. È stata una delle più importanti del mondo, con più di duecento filiali in più di novanta paesi e più di 12.000 dipendenti. Faceva parte del gruppo WPP Group.
Nel 2018 è confluita nella Wunderman Thompson.
L'azienda è nota per la lunga durata dei rapporti con i clienti, com'è il caso della Unilever (109 anni); della Kraft (89 anni); della Kimberly-Clark (84 anni); della Nestlé (81 anni); della Kellogg's (80 anni); della Ford (67 anni).
Altri clienti famosi dell'agenzia sono Avon, Tudor, HSBC, Johnson & Johnson, Air Canada e il corpo dei Marines.

## Storia
La JWT trae origine dall'agenzia Carlton & Smith, fondata nel 1864, una delle prime agenzie americane. William James Carlton vendeva spazi pubblicitari sulle riviste religiose.
Nel 1868 W. J. Carlton assunse come contabile il giovane James Walter Thompson., un veterano del corpo dei Marine proveniente dal Massachusetts.
James Walter Thompson si rese conto che occupandosi delle vendite avrebbe guadagnato di più e divenne un venditore di successo della società.
Nel 1877 Thompson riuscì a rilevare l'attività dal suo padrone per 500 dollari e l'anno dopo gli comprò anche la mobilia da ufficio per 800 dollari; poi cambiò il nome dell'agenzia in J. Walter Thompson perché pensava che James Thompson fosse un nome troppo comune a New York. Uno dei supi primi clienti fu il suo amico Robert Wood Johnson, il fondatore della Johnson & Johnson.
L'agenzia crebbe di dimensioni e fu la prima agenzia pubblicitaria americana a espandersi all'estero con l'apertura della J. Walter Thompson London nel 1899. L'attività si espanse successivamente in tutto il mondo: in Egitto, Sudafrica e Asia.
Nei successivi trentotto anni la J. Walter Thompson divenne la più grande agenzia pubblicitaria del mondo e produsse varie campagne che furono un modello per testo e immagini.
La J. Walter Thompson fu una delle prime agenzie ad assumere scrittori e artisti per creare réclames attraenti per i clienti, sostituendo gli annunci tradizionali preparati dai settori vendite interni alle imprese.
Fu anche la prima agenzia a fornire un servizio ampio alla clientela, che comprendeva il disegno della confezione, il marchio e la ricerca di mercato.
Nel 1987 la JWT è stata acquisita dalla WPP, uno dei maggiori gruppi pubblicitari internazionali.
Nel 2005 l'agenzia ha assunto la denominazione sociale J. Walter Thompson (da James Walter Thompson).

## Campagne
Fra le campagne internazionalmente più famose della JWT c'è quella per la De Beers con lo slogan "Un diamante è per sempre".